# Gregory (Dakota del Sur)
Gregory es una ciudad ubicada en el condado de Gregory en el estado estadounidense de Dakota del Sur. En el Censo de 2010 tenía una población de 1.295 habitantes y una densidad poblacional de 292,91 personas por km².

## Geografía
Según la Oficina del Censo de los Estados Unidos, Gregory tiene una superficie total de 4.42 km², de la cual 4.42 km² corresponden a tierra firme y (0%) 0 km² es agua.

## Demografía
Según el censo de 2010, había 1.295 personas residiendo en Gregory. La densidad de población era de 292,91 hab./km². De los 1.295 habitantes, Gregory estaba compuesto por el 90.27% blancos, el 0.15% eran afroamericanos, el 6.8% eran amerindios, el 0.62% eran asiáticos, el 0% eran isleños del Pacífico, el 0% eran de otras razas y el 2.16% pertenecían a dos o más razas. Del total de la población el 0.85% eran hispanos o latinos de cualquier raza.